# Thien Tran
Thien Tran (* 17. Juli 1979 in Ho-Chi-Minh-Stadt; † 16. Dezember 2010 in Paris) war ein deutschsprachiger Schriftsteller aus Südvietnam.

## Leben und Werk
Thien Tran kam 1982 aus Südvietnam nach Deutschland, wo er bis zu seinem Tod in Paris im Alter von 31 Jahren lebte. Nach dem Abitur  studierte er Germanistik, Philosophie und klassische  Literaturwissenschaft in Köln. Seit 2004 veröffentlichte er Gedichte in Anthologien, Literaturzeitschriften und im Internet. Zu Thien Trans kurzen, aus wenigen Wörtern und Versen montierten Gedichten schrieb die Kölner Stadtrevue: Häufig wird der zeitgenössischen Lyrik vorgeworfen, sie sei zu kryptisch und absichtsvoll verschlüsselt — wer ein Gegenbeispiel sucht, der wird bei Thien Tran fündig. In seinem beachtlichen Debüt demonstriert der Autor, wie komplexe Gedanken verhandelbar gemacht werden können, ohne an Differenziertheit zu verlieren. Im September 2019 erschien im Elif Verlag eine von dem Berliner Dichter Ron Winkler herausgegebene Sammlung von Thien Trans Gedichten.
Thien Tran lebte in Köln.

## Einzeltitel
- fieldings, Gedichte. Mit Illustrationen von Lena Baklanova. Verlagshaus J. Frank, Berlin 2010.
- Gedichte, herausgegeben von Ron Winkler. Elif Verlag 2019

## Anthologien
- Johannes CS Frank, Felix Scheinberger, Dominic Ziller (Hg.), Märchenland. Die Gebrüder Grimm in Israel, Verlagshaus J. Frank, Berlin 2010.
- Christian Lux (Hg.), freie radikale lyrik. 13 Dichter vor ihrem ersten Buch, luxbooks, Wiesbaden 2010.
- Axel Kutsch (Hg.), Versnetze_zwei. Deutschsprachige Lyrik der Gegenwart, Verlag Ralf Liebe, Weilerswist 2009.
- Ron Winkler (Hg.), Hermetisch offen, Verlagshaus J. Frank, Berlin 2008.
- Ron Winkler (Hg.), Neubuch. Neue junge Lyrik, yedermann, Riemerling 2008.
- Liane Dirks, Bettina Hesse (Hgg.), Über die Verhältnisse. 30 Jahre Literatur-Atelier Köln, Dittrich Verlag, Weilerswist 2019.

## Sonstige
- Lyrikkalender: Shafiq Naz (Hg.), Der deutsche Lyrikkalender 2010 und 2011, Alhambra Publishing (Niederlande) 2009, 2010.
- Literaturzeitschriften: Artic. Texte aus der fröhlichen Wissenschaft, Belletristik, Carpe Plumbum, Floppy Myriapoda, Shampoo Poetry, BELLA triste.

## Auszeichnungen
- 2010: Aufenthaltsstipendium Literarisches Colloquium Berlin
- 2009: Rolf-Dieter-Brinkmann-Stipendium der Stadt Köln[2]
- 2008: Lyrikpreis beim Open Mike der Literaturwerkstatt Berlin

## Nachrufe
- Mara Genschel und Martin Schüttler, Gefühlte Minute für Thien Tran[3]
- Ron Winkler, Das Orange ist anders jetzt[4]
- Tom Bresemann, Simone Kornappel, Philip Maroldt, Eine Todesanzeige zum Tod von Thien Tran[5]